# Воєнні злочини в Рівненській області під час російсько-української війни
Внаслідок атаки російських окупантів на телевежу під м. Рівне 14 березня 2022 року 21 людина загинула, 9 постраждали.
Внаслідок обстрілу росіянами залізничних станцій у Рівненській області 25 квітня 2022 року один залізничник загинув та четверо дістали поранень.
25 червня 2022 року дві російські ракети влучили в автосервіс СТО з мийкою та комплекс з ремонту автомобілів у місті Сарни, загинуло 4 та поранено 7 людей.